# Treron phayrei
Il piccione verde testacenere (Treron phayrei Blyth, 1862) è un uccello della famiglia dei Columbidi diffuso in Asia sud-orientale, Cina meridionale e Indonesia occidentale.

## Tassonomia
Comprende le seguenti sottospecie:
- T. p. conoveri Rand e R. L. Fleming, 1953 - Nepal;
- T. p. phayrei (Blyth, 1862) - India nord-orientale, Myanmar, Cina sud-occidentale e Indocina meridionale.